# Marlene Pérez
Marlene del Carmen Pérez Cartes (Talcahuano, 10 de mayo de 1973) es una trabajadora social, comunicadora,  y política chilena. Desde 2022 ejerce como diputada por el Distrito N°20 de la Región del Biobío como independiente en un cupo de la Unión Demócrata Independiente (UDI). Anteriormente se desempeñó como consejera regional de Biobío (2018-2019).

## Biografía
Hija de Héctor Pérez Opazo y de Delmira Cartes Aguilera. Madre de tres hijas y divorciada. 
Terminó sus estudios secundarios en el Liceo de Adultos José Manuel Balmaceda de la comuna de Concepción. Es egresada de la carrera de Trabajo Social.
Gran parte de su trabajo se ha centrado en los medios de comunicación. Fue locutora en Radio Femenina y Punto 7, de Concepción, El Conquistador y el Canal 9 Bío Bío Televisión, donde condujo el programa "Cuenta Conmigo". También fue asesora de la Agencia de Sustentabilidad y Cambio Climático (ASCC) de la Región del Biobío.
Entró a la política en 2017 tras ser elegida como consejera regional por la Provincia de Concepción. Renunció al cargo el 25 de octubre de 2019 para participar en la elección municipal. En 2021 fue candidata a alcaldesa de Concepción representando al pacto Chile Vamos, quedando en el tercer lugar de las preferencias.
Para las elecciones parlamentarias de 2021 presentó su candidatura a diputada por el Distrito N°20, que abarca las comunas de Chiguayante, Concepción, Coronel, Florida, Hualpén, Hualqui, Penco, San Pedro de la Paz, Santa Juana, Talcahuano y Tomé. Se presentó como independiente apoyada por la UDI, siendo elegida con 18.510 votos, equivalentes al 5,34% del total de sufragios válidamente emitidos. Asumó el cargo el 11 de marzo de 2022, integrando las comisiones permanentes de Desarrollo Social, Superación de la Pobreza y Planificación; y Personas Mayores y Discapacidad.

## Historial electoral

### Elecciones de consejeros regionales de 2017
- Elecciones de consejeros regionales de 2017, para el Consejo Regional del Biobío [3]

### Elecciones municipales de 2021
- Elecciones municipales de 2021 para la alcaldía de la comuna de Concepción

### Elecciones parlamentarias de 2021
- Elecciones parlamentarias de 2021, candidata a diputada por el distrito 20 (Chiguayante, Concepción, Coronel, Florida, Hualpén, Hualqui, Penco, San Pedro de la Paz, Santa Juana, Talcahuano y Tomé)[4]